# Bitka pri Chillicothe
Bitka pri Chillicothe je bila vojaški spopad na zahodnem prizorišču ameriške revolucionarne vojne. Maja 1779 je polkovnik John Bowman iz milice okrožja Kentucky v Virginiji, ki sta ga spremljala Benjamin Logan in Levi Todd, vodil med 160 in 300 milice proti naselju plemena Shawnee po imenu Old Chillicothe. Bowman in Logan sta si razdelila sile in napadla mesto z dveh strani, a sta bila na koncu odbita. Ker Shawneejev ni mogel zvabiti iz njihove utrdbe, je Bowman požgal večji del mesta in odšel s 163 konji, vrednimi 32.000 dolarjev. Čeprav so Bowmana in Logana sprva krivili za poraz in ducat žrtev, ki so jih utrpeli Američani, so nekateri na koncu pripisali veliko zmago Patriotov. Z uničenjem večjega naselja Shawneejev in smrtjo poglavarja Blackfisha, so bile dodatne vojne skupine odvrnjene od napadov na ameriške naseljence v Kentuckyju.  Po besedah Theodora Roosevelta v knjigi Osvojitev Zahoda je »ekspedicija nedvomno dosegla več kot Clarkov napad na Piquo naslednje leto.«